# Christophe de La Vallée
Christophe de La Vallée, mort le 27 avril 1607, est le soixante-dix-neuvième évêque de Toul de 1589 à 1607. Il est le fils de Christophe de La Vallée et de Perrette Richer de Vaudelincourt, de la famille de Rarécourt de La Vallée de Pimodan.

## Biographie
Charles de Lorraine était mort en 1587 et durant les deux années qui suivent, une épidémie décime le Toulois, incitant les chanoines à se réfugier dans les châteaux de Void et de Vaucouleurs. En outre, la ville était ensanglantée par les luttes entre les partisans de la Ligue et ceux du roi Henri III. Les royalistes eurent le dessus, mais les belligérants se rendirent compte que cette guerre civile leur était très préjudiciable et prirent la résolution de rester neutre à l'avenir. En 1589, le chapitre put rentrer à Toul et se réunir pour procéder à l'élection du nouvel évêque. Charles III, duc de Lorraine, proposa Christophe de la Vallée, son maître des requêtes et gouverneur d'Éric de Lorraine, frère du précédent évêque. Les chanoines, craignant de perdre leur indépendance lors des élections déclinèrent la candidature, mais Charles III en appela au pape Sixte Quint, de sorte que quand le chapitre se prononça pour Théodoric Thiriet, Sixte refusa l'élection et nomma Christophe de la Vallée pour évêque de Toul.
Le chapitre protesta et incita les bourgeois à ne pas reconnaître Christophe de la Vallée, et le pape menaça de placer le diocèse sous Interdit pour le faire accepter. Christophe fit son entrée solennelle dans Toul le 27 novembre 1589 et prêta hommage au roi Henri III pour le temporel. 
La même année les princes ligueurs assiégèrent Toul, mais les bourgeois se défendirent de sorte que les ligueurs durent lever le siège. L'assassinat d'Henri III incita des bourgeois à rejoindre la Ligue, ne voulant pas du protestant Henri IV comme roi, et la Ligue, soutenue par Charles III, tenta de prendre à nouveau Toul, ainsi affaibli, et y parvinrent. Des troupes protestantes essayèrent de reprendre la ville sans succès. La ville fut bientôt partagée entre les partisans du Roi, ceux de la Ligue et ceux d'une troisième faction qui souhaitait le retour de Toul au Saint-Empire. L'abjuration d'Henri IV et la paix qu'il conclut avec le duc de Lorraine ramena le calme dans le Toulois, bien que des troupes espagnoles, cantonnées au Luxembourg, exerçaient des pillages dans les Trois-Évêchés.
En 1599, il désapprouve le mariage entre Henri, héritier du duché de Lorraine et la protestante Catherine de Bourbon, sœur d'Henri IV, mais le mariage fut malgré tout célébré et ne reçut l'accord du pape que quatre ans plus tard.
En 1600, Charles III essaya d'inciter le pape Clément VIII à détacher une partie du diocèse de Toul pour en faire un diocèse de Nancy, mais le roi de France fit savoir au pape qu'il s'y opposait et le pape n'osa pas passer outre. En 1603, Henri IV fit une visite en Lorraine et fut accueilli à Toul.
Christophe de la Vallée meurt le 27 avril 1607 dans le château épiscopal de Liverdun.

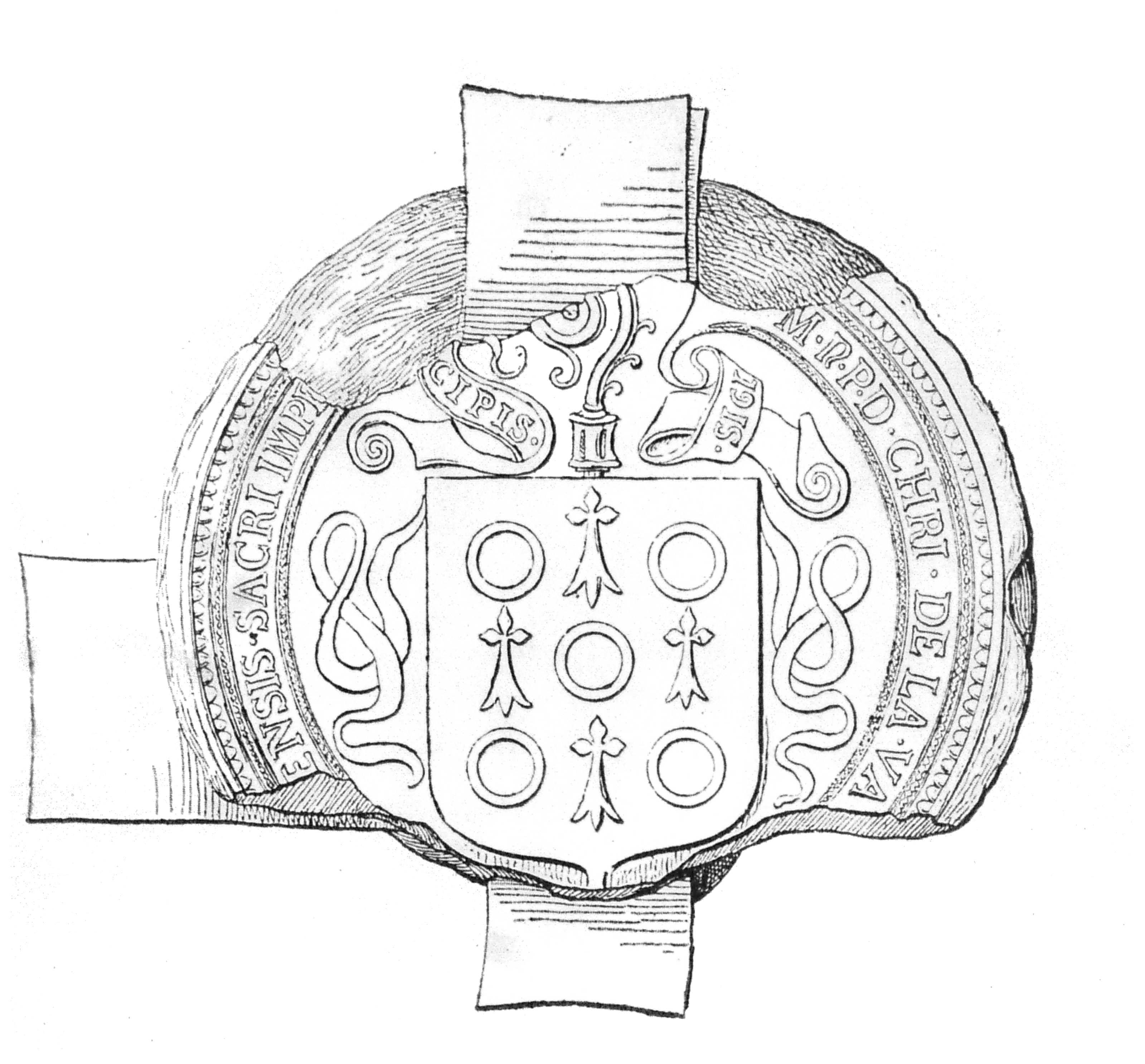
Sceau de Christophe de la Vallée.

## Source
- A. D. Thierry, Histoire de la ville de Toul et de ses évêques, vol. 2, Paris, 1841 (lire en ligne), p. 144-162.